# Scylla Venâncio
Scylla Venâncio (później Carvalho, ur. 9 maja 1917 w São Paulo zm. ?) – brazylijska pływaczka, uczestniczka igrzysk olimpijskich.
Venâncio wystartowała na Igrzyskach Olimpijskich w Berlinie w 1936 roku. Wzięła wtedy udział w dwóch konkurencjach pływackich. Na dystansie 100 metrów stylem dowolnym wystartowała w wyścigu eliminacyjnym numer jeden. Z czasem 1:15,1 zajęła ostatnie, ósme miejsce i odpadła z dalszej rywalizacji. Na drugim dystansie, 400 metrów stylem dowolnym, zajęła ostatnie, piąte miejsce w piątym wyścigu eliminacyjnym.